# Nikolaj Baratov

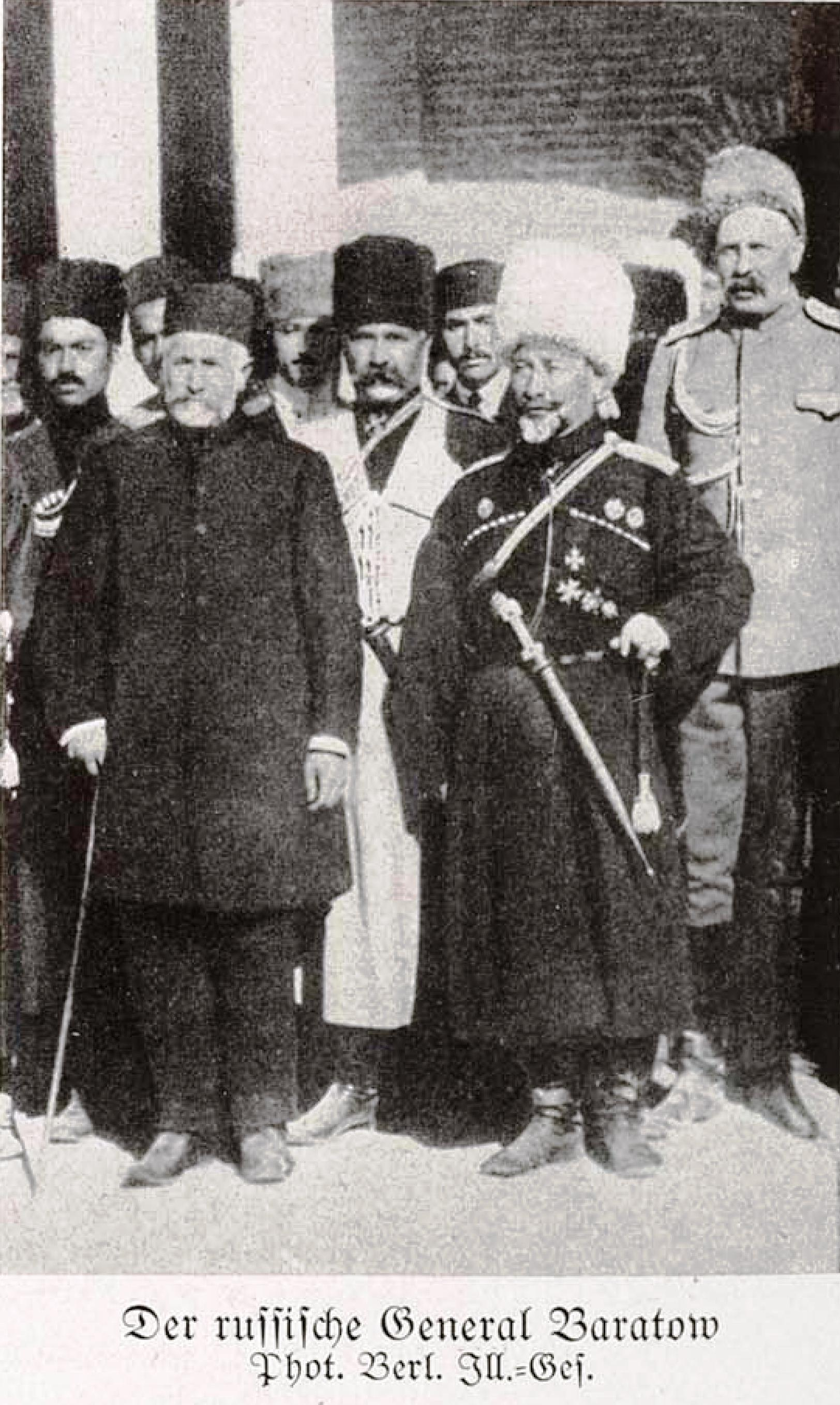

Nikolaj Nikolajevitj Baratov, född 1 februari 1865 och död 22 mars 1932, var en rysk militär.
Baratov blev officer 1882, överste 1900 och generallöjtnant 1912. Under första världskriget var han befälhavare för de ryska trupperna i Persien. Baratov försökte där uppnå kontakt med de brittiska trupperna i Mesopotamien. Han blev dock besegrad av turkarna i slaget vid Chanykin och kunde först 1917 förena sig med britterna under general Frederick Stanley Maude.